# Orkan
Orkan (niz. orkaan < španj. huracán, riječ preuzeta iz haićanskog indijanskog jezika) je jak vjetar brzine veće od 33 m/s (120 km/h), koji uzrokuje velika razaranja i pustošenja. Na Beaufortovoj ljestvici jakosti vjetra označen je s 12 bofora (najveći broj na ljestvici). Taj se naziv u nas se primjenjuje i u nazivu orkanski vjetar (10 i 11 bofora), koji je manje snage i koji čupa drveće i razara manje građevine, no u području jadranske obale, gdje puše jaka bura, građevine su konstruktivno prilagođene takvim vjetrovnim uvjetima i u pravilu ne dolazi do njihova oštećenja ili rušenja.
Prema jakosti vjetrovi se nazivaju tišina (kad nema vjetra), lahor, povjetarac, slab vjetar, umjeren vjetar, jak vjetar, olujni vjetar (oluja), orkanski vjetar i orkan.

## Oluja
Oluja, općenito, je olujno nevrijeme ili nevrijeme s olujnim vjetrom. Prema Beaufortovoj ljestvici, olujni vjetar je jakosti 8 bofora, koji kida manje grane s drveća i priječi hodanje. Na moru je vjetar praćen umjereno visokim valovima, u kojih se rubovi krijesta lome i vrtlože, a pjena se otkida u dobro izraženim pramenovima uzduž smjera vjetra. Vjetar doseže brzinu od 17 do 21 m/s (od 60 do 75 km/h). Oluja je poremećaj u atmosferi, koji izaziva značajne promjene u polju vjetra, tlaka i temperature u prostornim razmjerima koji sežu od veličine tornada (promjer od 1 kilometar) do izvantropskih ciklona (promjera od 3000 do 5000 kilometara). Vjetrovi brži od 32,7 m/s ili 12 bofora nazivaju se orkani.

## Beaufortova ljestvica
Vjetar nastaje zbog nejednakosti tlaka u atmosferi zbog meteoroloških mijena. Vjetar je određen brzinom, smjerom i jačinom. Brzina vjetra mjeri se anemometrom, a izražava se uobičajenom jedinicom za brzinu - metrima u sekundi, kilometrima na sat, čvorovima ili specijaliziranom jedinicom - beaufort (čitaj: "bofor"). Odnos ovih jedinica vidljiv je iz sljedeće tablice:
| Jačina (Bf) | Naziv               | Brzina    | Brzina      | Brzina  | Maks. visina vala (m)      | Maks. visina vala (m) |
| Jačina (Bf) | Naziv               | km/h      | m/s         | čvor    | unutarnje more blizu obale | otvoreno more         |
| 0           | Tišina              | <1        | 0 - 0,2     | <1      | ---                        | ---                   |
| 1           | Lahor               | 1 - 5     | 0,3 - 1,5   | 1 - 3   | 0,1                        | 0,1                   |
| 2           | Povjetarac          | 6 - 11    | 1,6 - 3,3   | 4 - 6   | 0,2                        | 0,3                   |
| 3           | Slab vjetar         | 12 - 19   | 3,4 - 5,4   | 7 - 10  | 0,6                        | 1                     |
| 4           | Umjeren vjetar      | 20 - 28   | 5,5 - 7,9   | 11 - 16 | 1                          | 1,5                   |
| 5           | Umjereno jak vjetar | 29 - 38   | 8,0 - 10,7  | 17 - 21 | 2                          | 2,5                   |
| 6           | Jak vjetar          | 39 - 49   | 10,8 - 13,8 | 22 - 27 | 3                          | 4                     |
| 7           | Žestok vjetar       | 50 - 61   | 13,9 - 17,1 | 28 - 33 | 4                          | 5,5                   |
| 8           | Olujni vjetar       | 62 - 74   | 17,2 - 20,7 | 34 - 40 | 5,5                        | 7,5                   |
| 9           | Jak olujni vjetar   | 75 - 88   | 20,8 - 24,4 | 41 - 47 | 7                          | 10                    |
| 10          | Orkanski vjetar     | 89 - 102  | 24,5 - 28,4 | 48 - 55 | 9                          | 12,5                  |
| 11          | Jak orkanski vjetar | 103 - 117 | 28,5 - 32,6 | 56 - 63 | 11,5                       | 16                    |
| 12          | Orkan               | >118      | >32,7       | >64     | 14                         | ---                   |